# Шеймус Коулмен
Шеймус Коулмен (англ. Séamus Coleman, нар. 11 жовтня 1988, Кіллібегс, Ірландія) — ірландський футболіст, правий фланговий захисник англійського клубу «Евертон».

## Клубна кар'єра
У дорослому футболі дебютував 2006 року виступами за команду ірландського клубу «Слайго Роверс», в якій провів два сезони, взявши участь у 55 матчах чемпіонату. Більшість часу, проведеного у складі «Слайго Роверс», був основним гравцем захисту команди.
2009 року приєднався до складу клубу «Евертон». Відразу не зміг закріпитися в основі ліверпульського клубу і 2010 рік провів на умовах оренди в іншій англійській команді «Блекпул».
Повернувшись до «Евертона» з оренди, почав на регулярній основі залучатися до основного складу команди. З 2010 року встиг відіграти у її складі 344 матчі в національному чемпіонаті.

## Виступи за збірні
Протягом 2007–2010 років залучався до складу молодіжної збірної Ірландії. На молодіжному рівні зіграв у 13 офіційних матчах, забив 1 гол.
2011 року дебютував в офіційних матчах у складі національної збірної Ірландії. Наразі провів у формі головної команди країни 67 матчів.
Учасник у її складі чемпіонату Європи 2016 року.